# Els germans Karamàzov
Els germans Karamàzov (Братья Карамазовы en rus, /'bratʲjə karə'mazəvɨ/) és l'última novel·la de l'escriptor rus Fiódor Dostoievski, usualment considerada la culminació de la seva obra. Dostoievski va trigar prop de dos anys per escriure aquest llibre, el qual va ser publicat com una sèrie al diari El missatger Rus i completada el novembre del 1880. Dostoievski volia concebre aquesta obra com la primera part d'una història èpica titulada La vida d'un gran pecador.
El llibre està escrit en dues parts; la primera és la història d'un parricidi, en el qual tots els fills d'un pare assassinat tenen una part de la culpa; però, en un nivell més profund, és un drama sobre els temes morals de la culpa, el dubte, la raó i el lliure albir. La novel·la va ser majoritàriament escrita a Stàraia Russa, que és també l'escenari principal de l'obra. Des de la seva publicació, ha estat aclamada com una de les obres més importants de la literatura universal.

## Argument

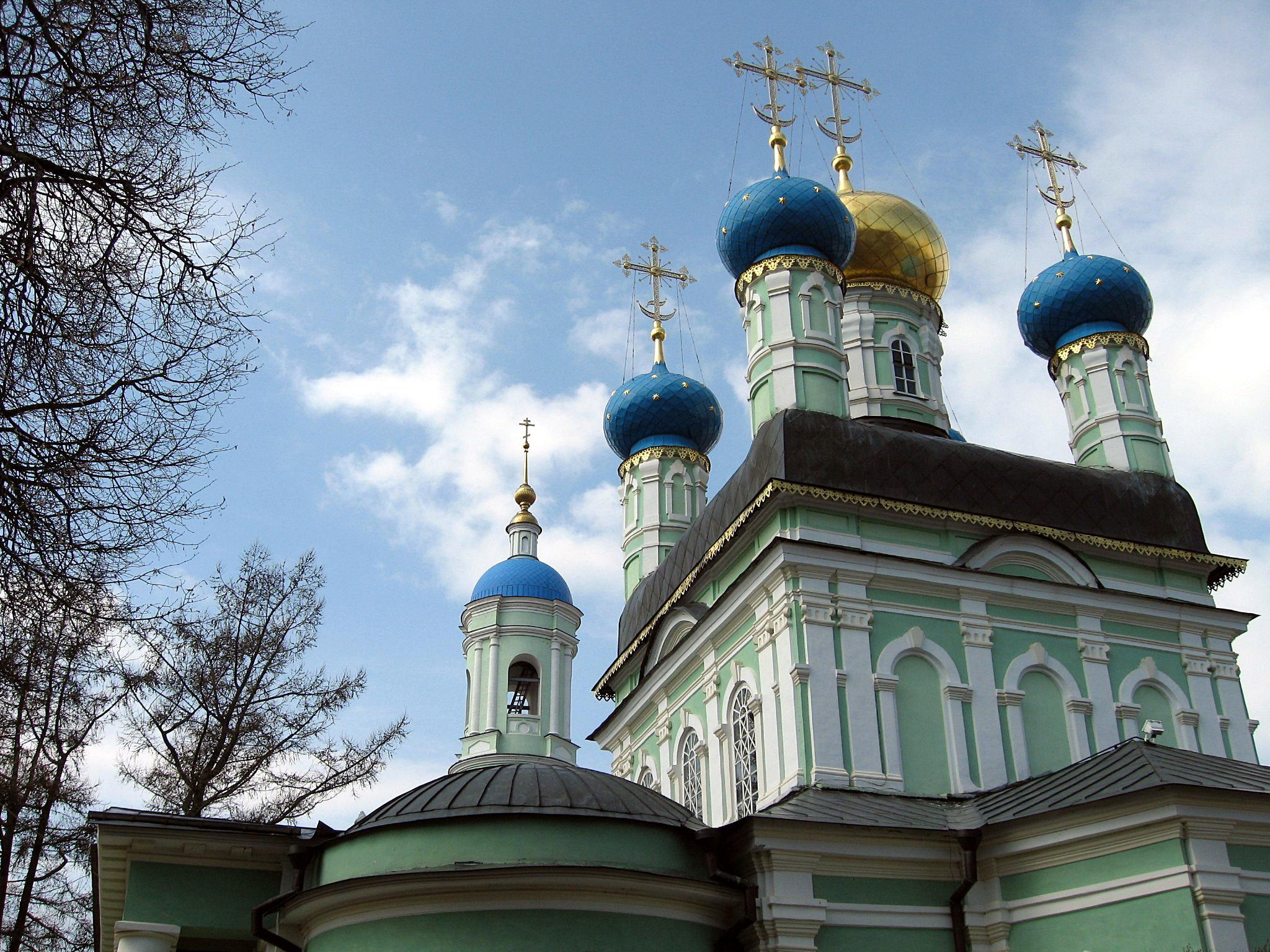
El Monestir d'Optina, un dels pocs monestirs de l'època que roman en peu en l'actualitat, va servir com a centre espiritual a Rússia en el i va inspirar alguns dels aspectes de Els germans Karamàzov.

Fiódor Pàvlovitx té tres fills de caràcters ben diferents: Dmitri, de la seva primera dona, que tendeix a la disbauxa i les dones com ell; Ivan, l'intel·lectual i Alioixa, amb tendències religioses. Tant Dmitri com el seu pare estan enamorats de la mateixa dona, la Grúixenka, de mala reputació, amb qui anhelen casar-se. La rivalitat per la dona fa que les seves relacions arribin a un punt insostenible. Dmitri, tanmateix, està promès amb Katerina, a qui sembla estimar Ivan en secret. Mentrestant Alioixa veu morir el seu mestre, un monjo del monestir, el qual l'envia al món a posar pau a la seva família.
El dia que Pàvlovitx apareix mort, tothom acusa Dmitri, qui a més a més té en el seu poder uns diners que no pot justificar. En un dels descansos del judici, Ivan s'assabenta que l'autèntic assassí és el criat i fill il·legítim. Aquest confessa que va cometre el crim inspirat per les idees filosòfiques de l'Ivan, el qual cau en una crisi nerviosa de culpabilitat. Amb l'ajuda de Katerina, treuen Dmitri de la presó i planegen quedar-se junts, mentre ell escapa a Amèrica amb la seva estimada. Alioixa esdevé un guia dels adolescents de la població, a qui ensenya ètica per a la vida.

## Estructura
La novel·la es divideix en quatre parts. Consta de dotze llibres, cadascun amb diversos capítols, introduïts per un títol explicatiu del seu contingut. Abans de la novel·la apareix un pròleg de l'autor on efectua una captatio benevolentiae per fer llegir una història que no sap si interessarà (en el mateix to irònic present a tots la novel·la).
Atenent al tipus de trama, es pot considerar que el llibre il·lustra una història de renaixement, en termes de Christopher Booker: primerament es produeix el conflicte, amb els tres germans arribant a casa del seu pare i descobrint la seva naturalesa pervertida; en segon lloc es plantegen les crisis de cada personatge; el clímax succeeix amb la mort del pare (de ressonàncies freudianes) que no es narra directament per mantenir el suspens; la fase anomenada de "malson" correspon a la falsa acusació de Dmitri, que demostra que la justícia no funciona i el renaixement final acaba amb un final feliç per a tots els germans.

## Temes
El contrast entre els tres fills representa les diferents alternatives de viure segons una filosofia ètica. La preferència del narrador per Alioixa ja marca quina creu que és la manera correcta de comportar-se. El pare simbolitza l'hedonisme més primari, on la sensualitat, com ell mateix reconeix, domina els seus actes. Dmitri hereta aquest amor per plaer però també és capaç de sentiments més arrelats, tant per una dona com pels seus germans. Simbolitza la vida on l'emoció domina per sobre de la racionalitat. Ivan, per contra, es mou només per la raó, amaga els seus sentiments i manté un feroç escepticisme que li fa allunyar-se de la religió i burlar-de dels altres. Alioixa té un caràcter místic i innocent i es mou pels preceptes cristians.
Aquests valors són els que salven finalment els seus germans i es basen en el cristianisme ortodox rus, que ha de perviure malgrat la influència occidental. Justament l'allunyament de l'església tradicional ha fet caure els homes en un aïllament i una inseguretat que els porten a estar perpètuament infeliços i més proclius a deixar caure altres valors. En aquest sentit la família no és una garantia, com es veu pel fet que el pare entregui els nens només néixer a altres persones, símbol del desajustament posterior en les relacions entre ells.
Tots aquells qui es deixen portar per una mala filosofia són culpables, directament o indirecta del crim. La víctima apareix com un pare desnaturalitzat i violent que es crea enemics arreu. Dmitri perd el respecte filial i és capaç de robar diners a la seva promesa per la seva passió. Ivan sembla assumir que ningú no és culpable dels seus actes si no es pot demostrat l'existència de Déu i, per tant, pot ser un dels autors intel·lectuals del crim. Smerdiakov, per acabar, és qui realment du a terme l'assassinat mogut pel rancor social.
La religió és un tema fonamental de la novel·la. Proporciona els fonaments per a una vida virtuosa, però no tots els religiosos apareixen amb una llum positiva. Alguns monjos i seminaristes demostren tenir enveja i cobdícia i són personatges tan complexos com els laics. Les cites bíbliques constants reforcen aquesta posició dominant del tema religiós. La qüestió sobre el paper de l'església i la immortalitat de l'ànima protagonitzen nombroses converses entre els germans. D'aquestes qüestions deriva un dels temes bàsics del llibre, la culpa relacionada amb el lliure albir, un assumpte que ja havia abordat a Crim i càstig. El lliure albir és una condemna que allunya els homes de la seguretat d'una fe sense qüestionaments i que obre la porta a la culpa.
L'alternativa a la culpa és l'amor, que es pot ensenyar, tal com fa Zossima amb els seus deixebles i com continuarà Alioixa amb els nens de la ciutat. La compassió cap als altres, veient sempre allò que tenen de bo, és la condició per poder apropar-se a la seva ànima i influir-hi. L'estima que tenen els nens cap a Alioixa redimeix tota la seva família, identificada amb ell i no amb la sensualitat paterna i la ràbia dels germans.
En aquest sentit el protagonista té un paper similar a Jesucrist, ja que pot intercedir per netejar el pecat aliè. El pecat, però, ha de ser també purgat individualment per assolir la salvació. Tal com Jesús va patir en la Passió, els diversos personatges entomen el seu sofriment per millorar-se com a persones (el pare i el criat moren en el procés, tots pateixen per l'amor no correspost, els dubtes sobre la pròpia conducta porten a diverses crisis nervioses).
Un tema secundari és el paper dels diners. Dmitri ha estafat a la seva promesa 3000 rubles i vol tornar-li'ls per restituir el seu honor i al mateix temps és la quantitat que vol per fugir amb la seva estimada. El seu pare simbòlicament ofereix aquesta xifra a la Grúixenka si es casa amb ell. Ella al seu torn depèn de diversos amants per no poder tenir ingressos propis. Alioixa intenta donar diners a una família pobra per via de les dones. Els nens pateixen per manca de diners i acaben sent víctimes d'un sistema capitalista injust.

## Personatges
A la novel·la apareixen multitud de personatges, tant principals com secundaris, que són descrits àmpliament el primer cop que apareixen per part del narrador. S'inclouen en aquest llistat els principals:
- Fiódor Pàvlovitx: home que només busca el plaer a través de festes i relacions amb dones i que no dubta a enganyar d'altres per aconseguir els seus propòsits. Es presenta en públic com un bufó i té un temperament molt inestable
- Dmitri Fiódorovitx: fill gran, malbarata la seva herència en capricis però té un particular sentit de l'honor. Actua de manera impulsiva i acaba odiant el seu pare, rival amorós.
- Ivan Fiódorovitx: fill mitjà, intel·lectual que coneix els pensadors europeus. Es comporta amb cinisme amb els altres, amb qui comença debats dialèctics estèrils
- Alioixa Fiódorovitx: fill petit, protagonista de l'obra i el personatge més positiu
- Pàvel Smerdiakov: criat i fill il·legítim de Fiódor Pàvlovitx amb una dona amb un retard mental. Creix en ell un gran ressentiment per aquesta condició que el fa cometre l'assassinat del seu patró.
- Katerina Ivànovna: promesa de Dmitri, vol patir públicament per no deixar escapar Dmitri, però acaba acceptant una posició d'entrega i cura d'Ivan
- Grúixenka: dona que usa la seva sexualitat per dominar els homes per orgull, vanitosa i frívola però en el fons infeliç per haver estat abandonada pel seu primer amant
- Zossima: stárets o monjo venerat, actua com a guia espiritual de l'Alioixa, qui el considera un sant. Declara públicament que les virtuts més importants són l'amor i la sinceritat.
- Katerina Óssipovna: dona rica de la població que actua com a mitjancera de diversos esdeveniments claus del llibre
- Lisa: filla de l'anterior, es comporta com una nena mimada però acaba confessant el seu amor per Alioixa, el qual accepta casar-se amb ella quan creixi.

L'estructura d'aquests personatges es basa en oposicions duals. El pare i Dmitri s'enfronten per la mateixa dona, un representa la incapacitat d'honor i l'altre sí. Dmitri i Ivan estan també lligats a Katerina, un per la via passional i l'altre intel·lectual. Alioixa s'oposa als seus germans en la seva bondat i actua de parella de Zossima, de qui és continuador. Smerdiakov actua com a contrast social amb els tres germans legítims. Katerina i Grúixenka representen dos rols de dona, l'eterna promesa, pura, i la dona de mala vida. Katerina Óssipovna s'oposa a l'altra Katerina per la incapacitat d'actuar i a la seva filla per edat. Lisa és el contrapunt de Katerina Ivànovna com a promesa futura però no tacada encara per la sensualitat.

## Estil
El narrador està present en tota l'obra malgrat l'ús de la tercera persona, ja que fa judicis de valor i guia al lector, anticipant-li de manera explícita esdeveniments o ajudant-lo a interpretar el que passa. És un narrador omniscient, capaç d'entendre com pensen i senten els personatges, i que es declara paisà dels germans (per això sempre es refereix a la "nostra ciutat"), condició que li permet conèixer els fets que narra amb detall, donat l'escàndol que l'assassinat va suposar entre els vilatans. Adopta una focalització variable, segons al personatge que segueixi, ja que en alguns casos sap més o menys informació.
La novel·la barreja diversos gèneres: la novel·la negra, car l'argument gira entorn un crim i la seva investigació, on el culpable no és qui sembla a primera vista; la novel·la de tesi, per l'abundància d'excursos dialogats entre els personatges, el poema intercalat i els pensaments filosòfics dels protagonistes; la novel·la realista, per la descripció dels ambients i dels condicionants de l'època i per acabar novel·la psicològica, per la importància del desenvolupament dels caràcters, els dubtes i turments de cada personatge.
Enmig de la novel·la apareixen altres escrits intercalats, com el poema sobre el Gran Inquisidor de l'Ivan, la transcripció del final de Zossima per part del seu deixeble o el judici amb els parlaments de testimonis diversos. En ells es pot alterar l'estil general, si bé mantenen la ironia i la grandiloqüència amb què Dostoievski es refereix a tots els fets i que també és present en la manera de parlar dels personatges, fins i tot en els de classe baixa.

## Context i ambient
Dostoievski va començar les seves primeres notes d'Els germans Karamàzov l'abril de 1878. A les primeres etapes de l'esborrany de la novel·la, s'hi poden trobar moltes de les influències a les que estava sotmès l'autor. Es pot veure l'efecte profund que el filòsof i pensador rus Nikolai Fiodórovitx Fiódorov va tenir sobre Dostoievski en aquell període de la seva vida. Fiódorov preconitzava un Cristianisme en el qual la redempció i la resurrecció de l'ésser humà poguessin dur-se a terme a la terra quan els fills redimissin amb les seves accions els pecats dels seus pares; d'aquesta manera, s'aconseguiria la unió de la raça humana en una família universal. La tragèdia del parricidi a aquesta novel·la es torna més commovedora encara a causa de la completa inversió d'aquesta ideologia. Els germans de la història, no només no guanyen la resurrecció del seu pare, sinó que són còmplices del seu assassinat, actes que per si mateixos representen la completa desunió de la humanitat per a Dostoievski.
Tot i que la religió i la filosofia van exercir una profunda influència sobre Dostoievski, tant a la seva vida com a la seva obra Els germans Karamàzov, una tragèdia molt més personal va alterar el curs d'aquesta obra. El maig de 1878 la creació de la novel·la va quedar interrompuda per la mort del seu fill de tres anys, Alioixa. Aquesta mort, que per si mateixa ja era tràgica en qualsevol circumstància, va resultar encara més devastadora per a Dostoievski pel fet que el nen va morir d'epilèpsia, condició que havia heretat de l'escriptor. El dolor del novel·lista es fa palpable quan es llegeix el llibre, i la tragèdia personal de Dostoievski apareix a la novel·la amb la història del Capità Sneguiriov i el seu fillet Iliuixeixka.
Dostoievski va batejar l'heroi de la novel·la amb el nom d'Alioixa, a més de dotar-lo de totes les qualitats que ell mateix admirava en un home.
Una altra experiència molt personal va influir en el fet que Dostoievski centrés l'acció externa de la novel·la en el parricidi. Quan estava complint una condemna de katorga (treballs forçats) a Sibèria per fer circular textos políticament subversius, Dostoievski va conèixer un jove anomenat Ilinski, condemnat per haver assassinat el seu pare per convertir-se en hereu. Quasi 10 anys després d'aquesta trobada, Dostoievski es va assabentar que Ilinski havia estat condemnat injustament i més tard exonerat quan l'autèntic assassí va confessar el seu crim. L'impacte que li va causar aquesta coneixença queda clarament reflectit a la novel·la, ja que aquest és el principal fil conductor de la trama. Moltes de les característiques físiques i emocionals del personatge Dmitri Karamàzov són molt semblants a les d'Ilinski.

## Influència
Els germans Karamázov ha influït enormement alguns dels majors escriptors i filòsofs. Sigmund Freud la va anomenar «la novel·la més magnífica mai escrita» i es va mostrar fascinat per la seva temàtica edípica i parricida. En el seu assaig "Dostoievski i el parricidi", publicat el 1928, Freud va analitzar les neurosis de Dostoievski i com aquestes van influir en la seva obra. Va sostenir que l'epilèpsia de l'escriptor no era una condició natural sinó una manifestació física de la culpa amagada per la mort del seu pare, citant com a evidència el fet que els atacs d'epilèpsia de Dostoievski van començar als divuit anys, després de la mort del seu pare. Segons Freud, Dostoievski –així com tots els fills– desitjava la mort del pare a causa d'un desig latent per la seva mare. Com a evidència literària de la seva teoria, Freud esmenta la temàtica del parricidi i la culpa, especialment en la forma de culpa moral representada per Ivan Karamázov.
Franz Kafka va reconèixer la influència de Dostoievski i Els germans Karamázov i es va anomenar –potser a causa dels temes existencialistes que tots dos van treballar– un «parent de sang» de l'autor rus. Kafka també va lluitar amb la seva pròpia malaltia debilitant, la tuberculosi. Un altre paral·lel interessant entre els dos autors són les relacions conflictives amb els pares. Kafka es va sentir immensament atret per l'odi que els fills de Fiódor demostren a Els germans Karamázov i va tractar el tema de la relació entre pare i fill en moltes de les seves obres, especialment al conte "El juicio".
El 2007, el papa Benet XVI va citar un passatge de la novel·la en la seva encíclica Spe salvi.

## Crítica

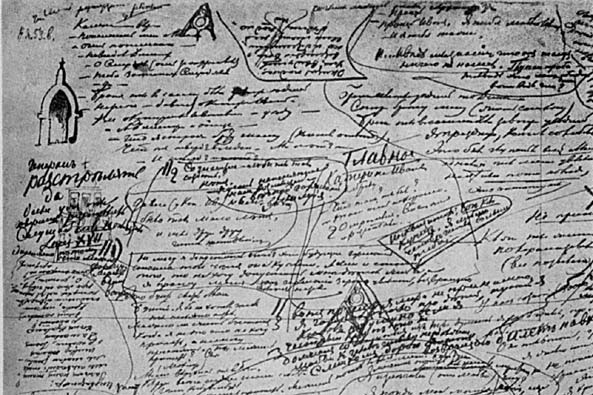
Notes de Fiódor Dostoyevski sobre el capítol cinquè de Els germans Karamázov

Els germans Karamázov és considerada, generalment, la millor i més important obra de Dostoievski. Ha estat aclamada, citada i analitzada per diversos escriptors i crítics literaris del món, tals com Sigmund Freud, Andrew R. MacAndrew, Vasili Grossman, Konstantín Mochulski i Mijaíl Bajtín, com una obra mestra de la literatura i una de les més grans novel·les mai escrites.
El llibre es pot llegir en dos nivells: al més superficial, es narra la història d'un parricida amb què tots els fills de l'home assassinat comparteixen diversos nivells de complicitat; en un nivell més profund es troba el drama espiritual d'un conflicte moral que involucra fe, dubte, racionalisme i lliure albir. La novel·la va ser composta en la seva major part en la localitat de Stáraya Russa, al sud de Nóvgorod, que serveix també com a marc principal de la història. Dostoyevski va passar prop de dos anys escrivint Els germans Karamázov, que va ser publicada com una sèrie a [[[El missatger rus]]', i completada el novembre de 1880. Si bé Dostoyevski havia escrit aquesta obra pensant en una continuació, va morir menys de quatre mesos després de la seva publicació, deixant sense concretar aquesta segona part.

## Filmografia
- Va ser portada al cinema el 1958 per Richard Brooks amb el títol homònim.
- El 1969, s'estrena la versió del director soviètic Iván Pýriev amb la participació dels actors Kirill Lavrov (Iván) i Mijaíl Ulyánov (Dmitri), que és més fidel a l'obra .
- El 2013, va ser adaptada per a televisió al Japó sota el títol カラマーゾフの兄弟 (Karamázov No Kyoudai, traducció exacta del títol de la novel·la). La història és bàsicament la mateixa, però els noms i el context van ser adaptats al Japó modern. És protagonitzada per Hayato Ichihara (Iván/Isao), Takumi Saito (Dmitri/Mitsuru), Kento Hayashi (Aleksei/Ryo), Rin Takanashi (Katerina/Kanako), Yuria Haga (Grúshenka/Kurumi), Kotaro Yoshida (Fiódor/ i Kouhei Matsushita (Pável/Suematsu) entre uns altres. Va ser emesa per la cadena FujiTV en 11 episodis.

## Traduccions catalanes
- Els germans Karamàzov. Traducció de Joan Sales i Vallès. Barcelona: Club Editor, 1961.
- Els germans Karamàzov. Versió catalana de Joan Sales; revisada per Arnau Barios. Barcelona: Club Editor, 2014.